# LWD Szpak
LWD Szpak ("škorec") je bilo poljsko 4-sedežno letalo z zvezdastim motorjem. Velja za prvo poljsko povojno letalo, med 2. svetovno vojno je bila namreč poljska letalska industrija povsem uničena. Szpaka je zasnoval  letalski konstruktor Tadeusz Sołtyk. Prvi let je bil 28. oktobra 1945.

## Specifikacije(Szpak-4T)
Splošne karakteristike
- Posadka: 1 pilot
- Število sedežev: 3 potniki
- Dolžina: 8,05 m ()
- Razpon kril: 11,4 m ()
- Višina: 2,4 m ()
- Površina kril: 18,20 m² ()
- Teža praznega letala: 700 kg ()
- Naložena teža: 1200 kg ()
- Pogon letala: 1 ×  7-valjni zračnohlajeni zvezdasti motor Bramo Sh.14A-4, 160 KM (118 kW)

 Zmogljivost 
- Maks. hitrost: 180 km/h
- Doseg: 630 km ()
- Višina leta: 3350 m (11 000 ft) ()